# قسم بان زرده الريفي (مقاطعة دالاهو)
قسم بان‌زرده الريفي (بالفارسية: دهستان بان‌زرده) هي منطقة ريفية تقع في قسم في إيران. يقدر عدد سكانها بـ 6,700 نسمة .